# Debren
Debren (románul: Dobrin) falu Romániában, Szilágy megyében.

## Fekvése
Zilahtól északra, Szilágyszentkirály, Kucsó és Szilágysolymos közt fekvő település.

## Nevének eredete
Neve szláv szó, mely a dub (tölgy), dubrava szavakból alakult ki.

## Története
Debren nevét az oklevelek 1387-ben említették először.  1423-ban Debren néven írták nevét.
1387-ben az aranyosi várhoz tartozó magyar faluként volt említve.
1423-ban a Kusalyi Jakcs család, Kusalyi Jakcs Dénes birtoka volt. Ő volt az, akit Zsigmond király
1427-ben az ekkor Magyarországhoz tartozó bosznyai (boszniai) püspökségre nevezett ki, és még ugyanez év május 26-án lett választott váradi püspök lett.
1472-ben a Bélteki Drágfi családot iktatták be a birtokba, és az övék volt még 1519-ben is.
1577 körül Báthori Györgyé valamint nejéé Báthory Annáé és fiuké Báthory Istváné volt.
A falu református magyar lakosságát Basta hadai és a Rákóczi szabadságharc itt folyó csatározásai nagyon megtizedelték.
1717-ben végzett összeíráskor csak 90 lakosa maradt: 54 magyar és 36 oláh.
1720-ban 243 lakosa volt, ebből 144 magyar, 99 oláh.
1805-ben az összeíráskor Debren adómentes nemesei Dobai Farkas és Viski Dániel voltak.
1847-ben 233 görögkatolikus lakosa volt.
1890-ben 503 lakosa volt, ebből 20 magyar, 471 oláh, 12 egyéb nyelvű volt, melyből 7 római katolikus, 485 görögkatolikus, 10 református, 8 izraelita. A házak száma ekkor 114 volt.
Debren a trianoni békeszerződés előtt Szilágy vármegye Zilahi járásához tartozott.

## Nevezetességek
- Szent Mihály és Gábriel arkangyalok-fatemplom[1]